# ایتوسو آنکو
ایتوسو آنکو (به ژاپنی 糸洲 安恒، به اوکیناوایی: Ichiji Ankō) (زاده ۱۸۳۱ - درگذشته ۱۹۱۵)، به خاطر تلاش‌هایش برای گسترش کاراته به عنوان پدر کاراته امروزین شناخته می‌شود اگرچه این عنوان به شاگردش، فوناکوشی گیچین نیز داده شده‌است.

## زندگی
او در ۱۸۳۱ به دنیا آمد و در ۱۹۱۵ درگذشت. یک سامورایی اوکیناوایی از درجه پایین، با قامت کوچک، کمرو و درون‌گرا که مانند یک بچه به نظر می‌رسید. او در خانه یک کیموچی (خانواده مقامات دربار پادشاهی ریوکیو) بزرگ شد و در متون کلاسیک چینی و خوشنویسی تحصیل کرد. او تو-ده (کاراته) را در کلاس چیکودان پچین ناگاهاما فرا گرفت. پیشرفت او باعث شد که به کلاس استاد ماتسومورا سوکون برود. یکی از تمرینات او استفاده از ماکیوارا بود. او یکبار کفشی چرمی را به دیوار سنگی بست تا بتواند ماکیوارای بهتری بسازد؛ پس از چندین ضربه، سنگ از روی دیوار افتاد. پس از چندین بار جایگزاری دوباره سنگ، دیوار فرو ریخت.
او به عنوان منشی در دربار آخرین پادشاه سلسله ریوکیو خدمت کرد تا اینکه این پادشاهی در ۱۸۷۹ بدست ژاپن از بین رفت. او در ۱۹۰۱ در وارد شدن کاراته به مدارس اوکیناوا کمک کرد. در ۱۹۰۵، او به‌طور نیمه‌وقت در اولین دبیرستان اوکیناوا به آموزش کاراته پرداخت. در همین زمان بود که او روش آموزش سازمان‌یافته کاراته را گسترش داد که امروزه نیز همین روش به کار می‌رود. او فرم‌های پینان (در ژاپنی: هیان) را برای آموزش مقدماتی کاراته پدیدآورد چون فکر می‌کرد که یادگیری فرم‌های قدیمی (در ژاپنی: کاتا) برای بچه‌های مدرسه سخت است. پنج فرم پینان از دو فرم قدیمی کوسانکو و چیانگ‌نان گرفته شده‌اند. او همچنین فرم نایهانچی (ته‌کی در ژاپن) را به سه فرم جدید شناخته‌شده نایهانچی شودان، نایهانچی نیدان و نایهانچی ساندان تبدیل کرد. او در سال ۱۹۰۸ متن تأثیرگذار ده اصل (توده جوکون) کاراته را نوشت. سبک ایتوسو با نام شورین‌ریو را به خاطر چیره‌دستی نقش او در گسنرش آن، با نام ایتوسوریو نیز می‌شناسند.

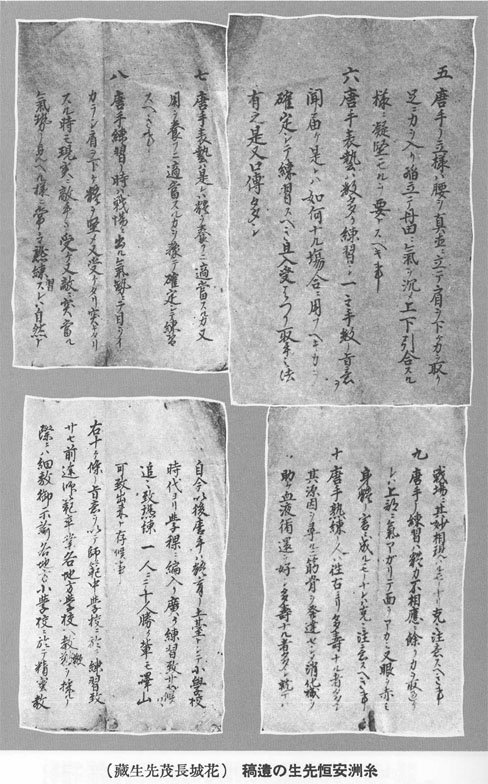
نامه‌ای که ایتوسو آنکو در آن ده اصل کاراته را بیان کرد.

ایتوسو فرم‌هایی (کاتاها) که از استاد خود، ماتسومورا، فرا گرفته بود را تغییر داده و به شاگردانش آموزش می‌داد. از شاگردان ایتوسو می‌توان افراد زیر را نام برد:
- چویو موتوبو (۱۸۵۷–۱۹۵۷)
- چوکی موتوبو (۱۸۷۰–۱۹۴۴)
- کنسو یابو (۱۸۶۶–۱۹۳۷)
- چومو هاناشیرو (۱۸۶۹–۱۹۴۵)
- فوناکوشی گیچین (۱۸۶۸–۱۹۵۷)
- مودن یابیکو (۱۸۸۰–۱۹۵۴)
- کانکن تویاما (۱۸۸۸–۱۹۶۶)
- چوتوکو کیان (۱۸۷۰–۱۹۴۵)
- شینپان شیروما (گوسوکوما) (۱۸۹۰–۱۹۵۴)
- آنبون توکودا (۱۸۸۶–۱۹۴۵)
- مابونی کنوا (۱۸۸۷–۱۹۵۲)
- چوشین چیبانا (۱۸۸۵–۱۹۶۹)

## ده اصل (توده جوکون) کاراته
در اکتبر ۱۹۰۸، ایتوسو نامه‌ای با عنوان «ده اصل (توده جوکون) کاراته» به وزارت آموزش و وزارت جنگ ژاپن نوشت. این نامه در گسترش کاراته نقش زیادی داشت.